# Max Buch
Max Buch, auch Máximo Buch Weigang, (* 4. April 1855 in Leipzig; † um 1935) war ein deutscher Konsul in Spanien.

## Leben
Er war der Sohn des Leipziger Maschinenfabrikanten Bernhard Buch und dessen Ehefrau Amalie geborene Weigang. Nach dem Besuch der Realschule in Leipzig erhielt er an einer Kaufmännischen Privatschule seine Berufsausbildung. Seine Lehrzeit absolvierte er im Leipziger Engroshause. Im Anschluss meldete er sich als Einjährig-Freiwilliger und leistete seinen Wehrdienst im 107. Infanterie-Regiment und später acht Wochen im 101. Regiment. Als Unteroffizier erlangte Max Buch die Qualität eines Feldlazarett-Beamtens. Nach seiner Armeezeit hielt sich Max Buch etwa zweieinhalb Jahre in Frankreich und im Anschluss sieben Jahre in Barcelona auf.
Im Jahre 1885 gründete er die Firma Máximo Buch (Fábrica de Cepillos) in Valencia. Am 2. Mai 1896 erfolgte seine Ernennung zum deutschen Konsul. Als solcher war er mindestens bis 1924 im Amt. Er war zuständig für die spanischen Provinzen Valencia, Castellón und Teruel.
Am 9. November 1895 wurde Max Buch zum Bevollmächtigten des Museums für Völkerkunde in Leipzig ernannt.
1908 gründete er in Valencia dem Deutschen Schulverein mit Julius Bohlmann und Alfred Stiegler.
In Spanien führte er später auch den Doppelnamen Buch Weigang, in dem er den Geburtsnamen seiner Mutter zum eigenen Familiennamen hinzufügte.

## Familie
Er heiratete im Jahre 1897 Marie Rienaecker (* 1871), die Tochter des promovierten Albrecht Rienaecker und dessen Ehefrau Marie geborene Hoepffner. Aus der gemeinsamen Ehe gingen die Kinder Max (* 1898), Johanna (* 1900) und Carl (* 1904) hervor.

## Ehrungen
- Großherzoglich Oldenburgisches Ehrenritterkreuz I. Klasse des Haus- und Verdienstordens des Herzogs Peter Friedrich Ludwig und des Ritterkreuzes I. Klasse des Herzoglich Sächsischen Ernestinischen Hausordens
- Verdienstkreuz für Kriegsteilnehmer